# أنصار عباسي
أنصار عباسي (مواليد 12 يونيو 1965)، هو صحفي ومحرر استقصائي باكستاني، يعمل في أحد أهم الصحف الباكستانية صحيفة ذا نيوز انترناشونال، وقد نشر العديد من التقارير الحصرية.